# People's Choice Classic 2015
La 10e édition de la People's Choice Classic a eu lieu le 18 janvier 2015. L'épreuve, un critérium, sert de préambule au Tour Down Under, première épreuve de l'UCI World Tour 2015 qui débute deux jours plus tard.
La course a été remportée au sprint par l'Allemand Marcel Kittel (Giant-Alpecin), déjà vainqueur en 2014, qui a parcouru les 51 kilomètres en 1 h 2 min 41 s, soit à une vitesse moyenne de 48,817 km/h. Il devance sur la ligne l'Espagnol Juan José Lobato (Movistar) et le Néerlandais Wouter Wippert (Drapac).

## Présentation

### Parcours
Le parcours est un circuit long de 1,7 kilomètre situé à Adélaïde, à parcourir à trente reprises dans le sens anti-horaire, pour un parcours total de 51 kilomètres.

### Équipes
Dix-neuf équipes participent à cette People's Choice Classic - dix-sept WorldTeams, une équipe continentale professionnelle et une équipe nationale :
| UCI WorldTeams      | UCI WorldTeams | UCI WorldTeams |
| Nom de l'équipe     | Pays           | Code           |
| ------------------- | -------------- | -------------- |
| AG2R La Mondiale    | France         | ALM            |
| Astana              | Kazakhstan     | AST            |
| BMC Racing          | États-Unis     | BMC            |
| Cannondale-Garmin   | États-Unis     | TCG            |
| Etixx-Quick Step    | Belgique       | EQS            |
| FDJ                 | France         | FDJ            |
| Giant-Alpecin       | Allemagne      | TGA            |
| IAM                 | Suisse         | IAM            |
| Katusha             | Russie         | KAT            |
| Lampre-Merida       | Italie         | LAM            |
| Lotto NL-Jumbo      | Pays-Bas       | TLJ            |
| Lotto-Soudal        | Belgique       | LTS            |
| Movistar            | Espagne        | MOV            |
| Orica-GreenEDGE     | Australie      | OGE            |
| Sky                 | Royaume-Uni    | SKY            |
| Tinkoff-Saxo        | Russie         | TCS            |
| Trek Factory Racing | États-Unis     | TFR            |

| Équipe continentale professionnelle | Équipe continentale professionnelle | Équipe continentale professionnelle |
| Nom de l'équipe                     | Pays                                | Code                                |
| ----------------------------------- | ----------------------------------- | ----------------------------------- |
| Drapac                              | Australie                           | DPC                                 |

| Équipe nationale | Équipe nationale | Équipe nationale |
| Nom de l'équipe  | Pays             | Code             |
| ---------------- | ---------------- | ---------------- |
| UniSA-Australia  | Australie        | AUS              |

## Récit de la course

### Classement final
La course a été remportée au sprint par l'Allemand Marcel Kittel (Giant-Alpecin), déjà vainqueur en 2014, qui a parcouru les 51 kilomètres en 1 h 2 min 41 s, soit à une vitesse moyenne de 48,817 km/h. Il devance sur la ligne l'Espagnol Juan José Lobato (Movistar) et le Néerlandais Wouter Wippert (Drapac).

## Liste des participants
- Liste de départ complète

| Légende | Légende                                                                    | Légende | Légende                                                    |
| ------- | -------------------------------------------------------------------------- | ------- | ---------------------------------------------------------- |
| Num     | Dossard de départ porté par le coureur sur cette People's Choice Classic   | Pos     | Position à l'arrivée de la course                          |
|         | Indique un maillot de champion national ou mondial, suivi de sa spécialité | NP      | Indique un coureur qui n'a pas pris le départ de la course |
| AB      | Indique un coureur qui n'a pas terminé la course                           | HD      | Indique un coureur qui a terminé la course hors des délais |

| BMC Racing BMC                    | BMC Racing BMC           | BMC Racing BMC |
| --------------------------------- | ------------------------ | -------------- |
| Num                               | Coureur                  | Pos            |
| 1                                 | Cadel Evans (AUS)        | 83e            |
| 2                                 | Michael Schär (SUI)      | 52e            |
| 3                                 | Peter Stetina (USA)      | 66e            |
| 4                                 | Danilo Wyss (SUI)        | 62e            |
| 5                                 | Silvan Dillier (SUI)     | 26e            |
| 6                                 | Campbell Flakemore (AUS) | 78e            |
| 7                                 | Rohan Dennis (AUS)       | 67e            |
| Directeur sportif : Fabio Baldato |                          |                |

| Orica-GreenEDGE OGE               | Orica-GreenEDGE OGE   | Orica-GreenEDGE OGE |
| --------------------------------- | --------------------- | ------------------- |
| Num                               | Coureur               | Pos                 |
| 11                                | Cameron Meyer (AUS)   | 96e                 |
| 12                                | Simon Clarke (AUS)    | 56e                 |
| 13                                | Mathew Hayman (AUS)   | 54e                 |
| 14                                | Sam Bewley (NZL)      | 41e                 |
| 15                                | Daryl Impey (RSA)     | 27e                 |
| 16                                | Luke Durbridge (AUS)  | 97e                 |
| 17                                | Michael Hepburn (AUS) | 87e                 |
| Directeur sportif : Matthew White |                       |                     |

| Giant-Alpecin TGA               | Giant-Alpecin TGA     | Giant-Alpecin TGA |
| ------------------------------- | --------------------- | ----------------- |
| Num                             | Coureur               | Pos               |
| 21                              | Marcel Kittel (GER)   | 1er               |
| 22                              | Simon Geschke (GER)   | AB                |
| 23                              | Lawson Craddock (USA) | AB                |
| 24                              | Koen de Kort (NED)    | 28e               |
| 25                              | Tom Dumoulin (NED)    | 126e              |
| 26                              | Albert Timmer (NED)   | 127e              |
| 27                              | Chad Haga (USA)       | 111e              |
| Directeur sportif : Addy Engels |                       |                   |

| Sky SKY                               | Sky SKY                      | Sky SKY |
| ------------------------------------- | ---------------------------- | ------- |
| Num                                   | Coureur                      | Pos     |
| 31                                    | Richie Porte (AUS)           | 105e    |
| 32                                    | Peter Kennaugh (GBR) (Route) | 117e    |
| 33                                    | Luke Rowe (GBR)              | 123e    |
| 34                                    | Ian Stannard (GBR)           | 100e    |
| 35                                    | Salvatore Puccio (ITA)       | 77e     |
| 36                                    | Geraint Thomas (GBR)         | 122e    |
| 37                                    | Christopher Sutton (AUS)     | 4e      |
| Directeur sportif : Kurt Asle Arvesen |                              |         |

| Lotto-Soudal LTS                  | Lotto-Soudal LTS        | Lotto-Soudal LTS |
| --------------------------------- | ----------------------- | ---------------- |
| Num                               | Coureur                 | Pos              |
| 41                                | Thomas De Gendt (BEL)   | 39e              |
| 42                                | Lars Bak (DEN)          | 63e              |
| 43                                | Gert Dockx (BEL)        | 112e             |
| 44                                | Kenny Dehaes (BEL)      | 91e              |
| 45                                | Adam Hansen (AUS)       | 46e              |
| 46                                | Gregory Henderson (NZL) | 10e              |
| 47                                | Boris Vallée (BEL)      | 13e              |
| Directeur sportif : Herman Frison |                         |                  |

| Cannondale-Garmin TCG             | Cannondale-Garmin TCG     | Cannondale-Garmin TCG |
| --------------------------------- | ------------------------- | --------------------- |
| Num                               | Coureur                   | Pos                   |
| 51                                | Ryder Hesjedal (CAN)      | 94e                   |
| 52                                | Nathan Haas (AUS)         | 89e                   |
| 53                                | Lasse Norman Hansen (DAN) | 17e                   |
| 54                                | Jack Bauer (NZL)          | 25e                   |
| 55                                | Alex Howes (USA)          | 22e                   |
| 56                                | Moreno Moser (ITA)        | 113e                  |
| 57                                | Davide Villella (ITA)     | 109e                  |
| Directeur sportif : Robert Hunter |                           |                       |

| Trek Factory Racing TFR          | Trek Factory Racing TFR | Trek Factory Racing TFR |
| -------------------------------- | ----------------------- | ----------------------- |
| Num                              | Coureur                 | Pos                     |
| 61                               | Eugenio Alafaci (ITA)   | 90e                     |
| 62                               | Marco Coledan (ITA)     | 18e                     |
| 63                               | Laurent Didier (LUX)    | 108e                    |
| 64                               | Daniel McConnell (AUS)  | 107e                    |
| 65                               | Giacomo Nizzolo (ITA)   | 12e                     |
| 66                               | Hayden Roulston (NZL)   | 53e                     |
| 67                               | Calvin Watson (AUS)     | 114e                    |
| Directeur sportif : Kim Andersen |                         |                         |

| Tinkoff-Saxo TCS                    | Tinkoff-Saxo TCS              | Tinkoff-Saxo TCS |
| ----------------------------------- | ----------------------------- | ---------------- |
| Num                                 | Coureur                       | Pos              |
| 71                                  | Michael Rogers (AUS)          | 76e              |
| 72                                  | Pavel Brutt (RUS)             | 15e              |
| 73                                  | Manuele Boaro (ITA)           | 88e              |
| 74                                  | Christopher Juul Jensen (DEN) | 70e              |
| 75                                  | Michal Kolář (SVK)            | 110e             |
| 76                                  | Oliver Zaugg (SUI)            | 71e              |
| 77                                  | Jesper Hansen (DEN)           | 23e              |
| Directeur sportif : Lars Michaelsen |                               |                  |

| AG2R La Mondiale ALM               | AG2R La Mondiale ALM     | AG2R La Mondiale ALM |
| ---------------------------------- | ------------------------ | -------------------- |
| Num                                | Coureur                  | Pos                  |
| 81                                 | Domenico Pozzovivo (ITA) | 82e                  |
| 82                                 | Samuel Dumoulin (FRA)    | 8e                   |
| 83                                 | Axel Domont (FRA)        | AB                   |
| 84                                 | Blel Kadri (FRA)         | 104e                 |
| 85                                 | Christophe Riblon (FRA)  | 40e                  |
| 86                                 | Julien Bérard (FRA)      | 47e                  |
| 87                                 | Alexis Gougeard (FRA)    | 81e                  |
| Directeur sportif : Laurent Biondi |                          |                      |

| Astana AST                          | Astana AST              | Astana AST |
| ----------------------------------- | ----------------------- | ---------- |
| Num                                 | Coureur                 | Pos        |
| 91                                  | Luis León Sánchez (ESP) | 33e        |
| 92                                  | Lars Boom (NED)         | 42e        |
| 93                                  | Dario Cataldo (ITA)     | 102e       |
| 94                                  | Davide Malacarne (ITA)  | 37e        |
| 95                                  | Ruslan Tleubayev (KAZ)  | 21e        |
| 96                                  | Lieuwe Westra (NED)     | 58e        |
| 97                                  | Laurens De Vreese (BEL) | 30e        |
| Directeur sportif : Gorazd Štangelj |                         |            |

| Katusha KAT                            | Katusha KAT             | Katusha KAT |
| -------------------------------------- | ----------------------- | ----------- |
| Num                                    | Coureur                 | Pos         |
| 101                                    | Maxim Belkov (RUS)      | 92e         |
| 102                                    | Giampaolo Caruso (ITA)  | 86e         |
| 103                                    | Sergueï Lagoutine (RUS) | 68e         |
| 104                                    | Tiago Machado (POR)     | 32e         |
| 105                                    | Rüdiger Selig (GER)     | 7e          |
| 106                                    | Alexey Tsatevitch (RUS) | 20e         |
| 107                                    | Vladimir Isaychev (RUS) | 85e         |
| Directeur sportif : Guennadi Mikhailov |                         |             |

| FDJ                                  | FDJ                           | FDJ  |
| ------------------------------------ | ----------------------------- | ---- |
| Num                                  | Coureur                       | Pos  |
| 111                                  | Jérémy Roy (FRA)              | 38e  |
| 112                                  | Arnold Jeannesson (FRA)       | 73e  |
| 113                                  | Olivier Le Gac (FRA)          | 120e |
| 114                                  | Lorrenzo Manzin (FRA)         | 19e  |
| 115                                  | Cédric Pineau (FRA)           | 50e  |
| 116                                  | Sébastien Chavanel (FRA)      | 116e |
| 117                                  | Jussi Veikkanen (FIN) (Route) | 60e  |
| Directeur sportif : Frédéric Guesdon |                               |      |

| Movistar MOV                          | Movistar MOV                  | Movistar MOV |
| ------------------------------------- | ----------------------------- | ------------ |
| Num                                   | Coureur                       | Pos          |
| 121                                   | Eros Capecchi (ITA)           | 36e          |
| 122                                   | Rubén Fernández Andújar (ESP) | 65e          |
| 123                                   | Gorka Izagirre (ESP)          | 34e          |
| 124                                   | Pablo Lastras (ESP)           | 35e          |
| 125                                   | Juan José Lobato (ESP)        | 2e           |
| 126                                   | José Herrada (ESP)            | 118e         |
| 127                                   | Enrique Sanz (ESP)            | 29e          |
| Directeur sportif : José Luis Arrieta |                               |              |

| IAM                                 | IAM                             | IAM  |
| ----------------------------------- | ------------------------------- | ---- |
| Num                                 | Coureur                         | Pos  |
| 131                                 | Martin Elmiger (SUI) (Route)    | 55e  |
| 132                                 | Stef Clement (NED)              | 51e  |
| 133                                 | Heinrich Haussler (AUS) (Route) | 5e   |
| 134                                 | Roger Kluge (GER)               | 80e  |
| 135                                 | Jarlinson Pantano (COL)         | 74e  |
| 136                                 | Vicente Reynés (ESP)            | 45e  |
| 137                                 | David Tanner (AUS)              | 129e |
| Directeur sportif : Kjell Carlström |                                 |      |

| Etixx-Quick Step EQS               | Etixx-Quick Step EQS   | Etixx-Quick Step EQS |
| ---------------------------------- | ---------------------- | -------------------- |
| Num                                | Coureur                | Pos                  |
| 141                                | Mark Renshaw (AUS)     | 9e                   |
| 142                                | David de la Cruz (ESP) | 64e                  |
| 143                                | Yves Lampaert (BEL)    | 48e                  |
| 144                                | Gianni Meersman (BEL)  | 6e                   |
| 145                                | Pieter Serry (BEL)     | 84e                  |
| 146                                | Martin Velits (SVK)    | 44e                  |
| 147                                | Maxime Bouet (FRA)     | 43e                  |
| Directeur sportif : Rik Van Slycke |                        |                      |

| Lotto NL-Jumbo TLJ                | Lotto NL-Jumbo TLJ       | Lotto NL-Jumbo TLJ |
| --------------------------------- | ------------------------ | ------------------ |
| Num                               | Coureur                  | Pos                |
| 151                               | George Bennett (NZL)     | 101e               |
| 152                               | Bert-Jan Lindeman (NED)  | 61e                |
| 153                               | Timo Roosen (NED)        | 24e                |
| 154                               | Barry Markus (NED)       | 16e                |
| 155                               | Martijn Keizer (NED)     | 59e                |
| 156                               | Maarten Tjallingii (NED) | 31e                |
| 157                               | Rick Flens (NED)         | 57e                |
| Directeur sportif : Frans Maassen |                          |                    |

| Lampre-Merida LAM                | Lampre-Merida LAM          | Lampre-Merida LAM |
| -------------------------------- | -------------------------- | ----------------- |
| Num                              | Coureur                    | Pos               |
| 161                              | Niccolò Bonifazio (ITA)    | 11e               |
| 162                              | Matteo Bono (ITA)          | 125e              |
| 163                              | Davide Cimolai (ITA)       | 119e              |
| 164                              | Kristijan Đurasek (CRO)    | 75e               |
| 165                              | Roberto Ferrari (ITA)      | 124e              |
| 166                              | Manuele Mori (ITA)         | 115e              |
| 167                              | Tsgabu Grmay (ETH) (Route) | 103e              |
| Directeur sportif : Bruno Vicino |                            |                   |

| Drapac DPC                      | Drapac DPC           | Drapac DPC |
| ------------------------------- | -------------------- | ---------- |
| Num                             | Coureur              | Pos        |
| 171                             | Wouter Wippert (NED) | 3e         |
| 172                             | William Clarke (AUS) | 93e        |
| 173                             | Timothy Roe (AUS)    | 106e       |
| 174                             | Graeme Brown (AUS)   | 128e       |
| 175                             | Martin Kohler (SUI)  | 69e        |
| 176                             | Jordan Kerby (AUS)   | 72e        |
| 177                             | Travis Meyer (AUS)   | 121e       |
| Directeur sportif : Tom Southam |                      |            |

| UniSA-Australia AUS               | UniSA-Australia AUS       | UniSA-Australia AUS |
| --------------------------------- | ------------------------- | ------------------- |
| Num                               | Coureur                   | Pos                 |
| 181                               | Jack Bobridge (AUS)       | 130e                |
| 182                               | Alexander Edmondson (AUS) | 95e                 |
| 183                               | Jack Haig (AUS)           | 99e                 |
| 184                               | Robert Power (AUS)        | 98e                 |
| 185                               | Steele Von Hoff (AUS)     | 14e                 |
| 186                               | Neil Van der Ploeg (AUS)  | 79e                 |
| 187                               | Miles Scotson (AUS)       | 49e                 |
| Directeur sportif : David Sanders |                           |                     |